# Xavier Taveirne
Xavier Taveirne (Brugge, 3 juni 1981) is een Belgisch journalist en radio- en televisiepresentator.

## Biografie
Xavier Taveirne groeide op in Beernem. Hij studeerde communicatiemanagement aan de Erasmushogeschool in Brussel. Hij woont samen met zijn vriend in Oostende en Brussel.

## Loopbaan
Hij werkte vier jaar lang voor Radio 2 West-Vlaanderen, als reporter, nieuwslezer en presentator. Hij ging daarna twee jaar aan de slag bij Radio 2 Vlaams-Brabant en Radio 2 Nationaal.
In 2008 en 2009 presenteerde hij Goeiemorgen op de Brusselse stadsradio FM Brussel.
Sinds 2009 werkt Taveirne opnieuw voor VRT en leest hij het nieuws op de VRT-radiozenders.
In 2010 presenteerde Taveirne het gelegenheidsprogramma De Jaren op Radio 1. Het programma telde 4 afleveringen. In 2013 kreeg het programma 5 nieuwe afleveringen. Van september 2012 tot midden 2015 was Taveirne een van de presentatoren van De Ochtend op Radio 1. Hij presenteerde het programma tot medio 2013 samen met Marjan Temmerman, vanaf september 2013 was dat met Bert Rymen en vanaf september 2014 met Ruth Roets. Van september 2015 tot 6 januari 2017 was hij presentator van actualiteitsprogramma De wereld vandaag. Op 6 januari 2017 was hij voor het laatst te horen op Radio 1.
Van 2006 tot 2010 was Taveirne ook presentator op tvbrussel. Hij presenteerde er elke maandag de sportrubriek. In 2016 werd hij nieuwslezer op Focus-WTV.
Van september 2017 tot en met juni 2018 presenteerde hij op Eén De zevende dag, samen met Phara de Aguirre. Hij verliet daardoor Focus-WTV. In juni 2018 stopte hij de presentatie van het programma om opnieuw De Ochtend op Radio 1 te presenteren, samen met Benedikte Coussement, afwisselend met aanvankelijk het duo Michaël Van Droogenbroeck en Sara Vandermosten. Sedert 27 augustus 2018 presenteerde hij ook deeltijds Het Journaal, aanvankelijk vooral dan het late en de korte nieuwsflash in de vroege avond.
In 2017 won hij De Slimste Mens ter Wereld op VIER.
In 2018 maakte hij de driedelige documentaire Voor de mannen voor Canvas over pioniers van homoseksualiteit. Taveirne is zelf homoseksueel.
In 2019 maakte hij een gelijkaardig programma over eenzaamheid: Eenzaam.
In 2021 werd hij een van de vaste presentatoren van het toen gestarte Laat, een laatavondeditie van Het Journaal tijdens de werkweek. Hij besloot halverwege 2021 om te stoppen met De ochtend op Radio 1, omdat dit moeilijk te combineren viel met Laat.
In het najaar van 2022 nam hij deel aan De Allerslimste Mens ter Wereld.
Vanaf 8 januari 2024 is hij consumentenexpert en presentator van het nieuwe consumentenprogramma WinWin op Radio2, met rubrieken op VRT-televisie en VRT MAX. Vanwege de nieuwe functie stopte hij als anker van Laat en Het Journaal. Op 5 januari 2024 presenteerde hij voor de laatste keer Het Journaal. In januari 2025 kreeg WinWin een versie op televisie, ook met Taveirne als presentator.
Taveirne was in 2024 een van de deelnemers aan het televisieprogramma De Rugzak, waarin hij de Kilimanjaro beklom. In 2024 en 2025 presenteerde hij, samen met Fatma Taspinar, de prijsuitreiking van de Ensors.